# میرزا علی انتظام‌الحکما
 میرزا علی انتظام الحکما  از سیاستمداران ایرانی بود، که در دوره دوم بعنوان نماینده تهران در مجلس شورای ملی حضور داشت.